# Liviu Antal
Liviu Ion Antal (Șimleu Silvaniei, 2 giugno 1989) è un calciatore rumeno, centrocampista dello Žalgiris.

## Carriera

### Club
Ha esordito nel 2009 con l'Oțelul Galați.

### Nazionale
Dal 2011 è entrato nel giro delle convocazioni per la nazionale rumena.

## Statistiche

### Cronologia presenze e reti in nazionale
| Cronologia completa delle presenze e delle reti in nazionale ― Romania | Cronologia completa delle presenze e delle reti in nazionale ― Romania | Cronologia completa delle presenze e delle reti in nazionale ― Romania | Cronologia completa delle presenze e delle reti in nazionale ― Romania | Cronologia completa delle presenze e delle reti in nazionale ― Romania | Cronologia completa delle presenze e delle reti in nazionale ― Romania | Cronologia completa delle presenze e delle reti in nazionale ― Romania | Cronologia completa delle presenze e delle reti in nazionale ― Romania |
| Data                                                                   | Città                                                                  | In casa                                                                | Risultato                                                              | Ospiti                                                                 | Competizione                                                           | Reti                                                                   | Note                                                                   |
| ---------------------------------------------------------------------- | ---------------------------------------------------------------------- | ---------------------------------------------------------------------- | ---------------------------------------------------------------------- | ---------------------------------------------------------------------- | ---------------------------------------------------------------------- | ---------------------------------------------------------------------- | ---------------------------------------------------------------------- |
| 11-6-2011                                                              | Asunción                                                               | Paraguay                                                               | 2 – 0                                                                  | Romania                                                                | Amichevole                                                             | -                                                                      | 84’                                                                    |
| Totale                                                                 |                                                                        | Presenze                                                               | 1                                                                      |                                                                        | Reti                                                                   | 0                                                                      |                                                                        |

## Palmarès

### Club

#### Competizioni nazionali
- Campionato rumeno: 1

Oțelul Galați: 2010-2011
- Supercoppa di Romania: 1

Oțelul Galați: 2011
- Coppa di Lituania: 1

Žalgiris: 2018
- Supercoppa di Lituania: 1

Žalgiris: 2020
- Campionato lituano: 2

Žalgiris: 2020, 2024

### Individuale
- Capocannoniere della Liga I: 1

2013-2014 (16 reti)
- Capocannoniere della A lyga: 2

2018 (23 reti), 2024 (20 reti)